# Propietats textuals
Les propietats textuals són l'adequació, la coherència, la cohesió i la correcció lingüística. A més, també en distingim dues més de secundàries, la presentació i l'estilística.

## Adequació a la situació comunicativa
L'adequació és la propietat per la qual un text s'adapta a la situació comunicativa. L'adequació està en funció de la relació entre l'emissor i el receptor del missatge, del tema, del canal, del propòsit comunicatiu, etc. També el llenguatge s'ha d'emmotllar a cada situació comunicativa, fent una tria del nivell del llenguatge que s'ha de fer servir: informal si es tracta d'una conversa amb amics al bar; i formal si es tracta d'una entrevista per sol·licitar feina o es presta declaració davant notari, posem per cas.

## Coherència informativa
La coherència és la unitat global de significat del text. Perquè el discurs sigui coherent, cal presentar la informació de manera clara i ordenada, acomodant-se a l'estructura peculiar de cada tipus de text i a la seva finalitat, i, sobretot, cal desenvolupar correctament el tema, és a dir, de manera que aquest avanci amb l'aportació d'informació nova (progressió temàtica) i alhora fent que els enunciats vagin reforçant informacions donades (procedint amb lògica, sense contradiccions internes i en consonància amb el món real o imaginari representat).

## Cohesió sintàctica
La cohesió és la propietat per la qual s'estableixen uns lligams explícits entre les diverses unitats que componen el text: proposicions, oracions i paràgrafs. Alguns dels procediments cohesius són: la repetició (del mot, per mitjà de sinònims, pronoms), l'el·lipsi, el procés de definitització, l'entonació, la puntuació, la correlació de temps verbals, la connexió textual…

## Correcció lingüística
Un text és correcte quan respecta les normes ortogràfiques, prosòdiques, morfològiques i sintàctiques, i el lèxic s'utilitza amb el significat apropiat.

## Propietats textuals secundàries
La presentació (en textos escrits: bona cal·ligrafia, amb marges, espais entre paràgrafs… En textos orals: dicció clara, vocalització correcta…) i l'estilística (s'aconseguirà un estil àgil si es dota el text d'un lèxic ric i precís i d'una sintaxi variada i que connecti clarament les diferents parts).